# Stazione di Colonia Fiera/Deutz
La stazione di Colonia Fiera/Deutz (in tedesco Köln Messe/Deutz) è un'importante stazione ferroviaria della città tedesca di Colonia. Serve la Fiera di Colonia e il quartiere di Deutz.

## Storia
Il fabbricato viaggiatori, in stile neobarocco, fu eretto dal 1913 al 1914 su progetto di Hugo Röttcher e Carl Biecker.
Durante la seconda guerra mondiale l'ala orientale venne distrutta dai bombardamenti aerei, e ricostruita al termine del conflitto in forme semplificate.

## Movimento

### Trasporto regionale e S-Bahn
La stazione è servita dalle linee RegioExpress RE 1, RE 5, RE 6, RE 7, RE 8, RE 9, RE 12 e RE 22, dalle linee regionali RB 24, RB 26, RB 27, RB 38 e RB 48, e dalle linee S 6, S 11, S 12 e S 13/19 della S-Bahn.

## Interscambi
- Fermata Stadtbahn sotterranea (Bahnhof Deutz/Messe, linee 1 e 9)[3]
- Fermata Stadtbahn in superficie (Bahnhof Deutz/LANXESS arena, linee 3 e 4)[3]
- Fermata autobus[4]